# Anilin
Anilin (fenilamin, aminobenzen) je organsko jedinjenje sa formulom . On se sastoji od fenil grupe vezane za amino grupu, anilin je prototipski aromatični amin. On je prekurzor mnogih industrijskih hemikalija. Njegova glavna upotreba je u proizvodnji prekurzora poliuretana. Poput mnogih isparljivih amina, on poseduje neprijatan zadah trule ribe. On se lako pali, i sagoreva sa dimljivim plamenom karakterističnim za aromatična jedinjenja. Anilin je bezbojan, ali se sporo oksiduje i pretvara u smolu na vazduhu, što daje crveno-smeđu nijansu starijim uzorcima.

## Proizvodnja
Anilin se industrijski uglavnom proizvodi u dva stepena iz benzena. Prvo se benzen nitrira koristeći koncentrovanu mešavinu azotne i sumporne kiseline ja 50 do 60 °C, što daje nitrobenzen. U drugom stepenu, nitrobenzen se hidrogeniše, tipični na 200-300 °C i u prisustvu raznih metalnih katalizatora:
Alternativno, anilin se takođe može pripremiti iz fenola i amonijaka.

## Reakcije
Hemija anilina je izuzetno bogata.

### Oksidacija
Oksidacija anilina se može odviti na azotu ili može doći do formiranja C-N veza. U alkalnom rastvoru, nastaje azobenzen, dok arsenatna kiselina proizvodi ljubičasto-obojenu materiju violanilin. Hromna kiselina ga konvertuje u hinon, dok hlorati, u prisustvu pojedinih metalnih soli (posebno vanadijuma), daju „anilinsko crno“. Hlorovodonična kiselina i kalijum hlorat daju hloranil. Kalijum permanganat u neutralnom rastvoru ga oksiduje do nitrobenzena, u baznom rastvoru do azobenzena, amonijak i oksalna kiselina, u kiselom rastvoru do anilinskog crnog. Hipohlorasta kiselina daje 4-aminofenol i para-amino difenilamin. Oksidacija sa persulfatom proizvodi više polianilinskih jedinjenja. Ti polimeri manifestuju bogate redoks i kiselo-bazne osobine.

### Elektrofilne reakcije na ugljeniku
Poput fenola, derivati anilina su visoko podložni reakcijama elekrofilne supstitucije. Njegova visoka reaktivnost je posledica toga da je on enamin, što povećava elektron-donirajuću sposobnost prstena. Na primer, reakcija anilina sa sumpornom kiselinom na 180 ° proizvodi sulfanilnu kiselinu, , koja se može konvertovati u sulfanilamid. Sulfanilamid je jedan od lekova, koji je imao široku primenu kao antibiotik tokom ranog XX veka.
Anilinska industrijska reakcija najvećih razmera je alkilacija formaldehidom:
Rezultujući diamin je prekurzor 4,4'-MDI i srodnih diizocianata.

## Literatura
1. ↑  Joanne Wixon; Douglas Kell (2000). „Website Review: The Kyoto Encyclopedia of Genes and Genomes — KEGG”. Yeast. 17 (1): 48—55. doi:10.1002/(SICI)1097-0061(200004)17:1<48::AID-YEA2>3.0.CO;2-H.
2. ↑  Мишић, Милан, ур. (2005). Енциклопедија Британика. А-Б. Београд: Народна књига : Политика. стр. 53. ISBN 86-331-2075-5.
3. ↑  Clayden, Jonathan; Greeves, Nick; Warren, Stuart; Wothers, Peter (2001). Organic Chemistry (I изд.). Oxford University Press. ISBN 978-0-19-850346-0.
4. ↑  Kahl, Thomas; Schröder, Kai-Wilfrid; Lawrence, F. R.; Marshall, W. J.; Höke, Hartmut; Jäckh, Rudolf (2000). „Aniline”. Ullmann's Encyclopedia of Industrial Chemistry. New York: John Wiley & Sons. ISBN 3-527-30673-0. doi:10.1002/14356007.a02_303.

## Spoljašnje veze
- Internacionalna karta hemijske bezbednosti 0011
- Anilinska elektropolimerizacija
- SAD Nacionalna medicinska biblioteka: ChemIDplus - Anilin